# Jakabfalvi erődtemplom
A jakabfalvi erődtemplom műemlékké nyilvánított épület Romániában, Szeben megyében. A romániai műemlékek jegyzékében az SB-II-a-A-12402 sorszámon szerepel.